# Laurence Dermott
Laurence Dermott (ur. 1720, zm. czerwiec 1791) – irlandzki wolnomularz. Masonem został w 1740 roku. Pełnił liczne funkcje w lożach w Dublinie. Po czym wyemigrował do Londynu, gdzie był mistrzem malarskim i sprzedawcą win. Ożenił się tam z kobietą o imieniu Elżbieta, nie pozostawił po sobie potomstwa. Od 1752 roku do 1771 pełnił funkcję sekratarza Wielkiej Dawnej Loży Anglii (Ancient Grand Lodge of England). Napisał bardzo ważną dla masonerii The Book of Constitutions of this Grand Lodge for the Ancient Grand Lodge of England, znaną także pod tytułem The Ahiman Rezon.